# Kvalifikace na Mistrovství Evropy ve fotbale 2004 – skupina 8
Zápasy této kvalifikační skupiny na Mistrovství Evropy ve fotbale 2004 se konaly v letech 2002 a 2003. Z pěti účastníků si postup na závěrečný turnaj zajistil vítěz skupiny. Druhý tým skupiny hrál baráž.

## Tabulka
| Tým        | Z | V | R | P | VG | IG | B  |
| ---------- | - | - | - | - | -- | -- | -- |
| Bulharsko  | 8 | 5 | 2 | 1 | 13 | 4  | 17 |
| Chorvatsko | 8 | 5 | 1 | 2 | 12 | 4  | 16 |
| Belgie     | 8 | 5 | 1 | 2 | 11 | 9  | 16 |
| Estonsko   | 8 | 2 | 2 | 4 | 4  | 6  | 8  |
| Andorra    | 8 | 0 | 0 | 8 | 1  | 18 | 0  |

## Zápasy
| 7. září 2002 |       |          |                                                                                         |
| Chorvatsko   | 0 – 0 | Estonsko | Stadion Gradski vrt, Osijek diváci: 10,000 rozhodčí: Juan Antonio Fernández Marín (ESP) |
|              |       |          | Stadion Gradski vrt, Osijek diváci: 10,000 rozhodčí: Juan Antonio Fernández Marín (ESP) |

| 7. září 2002 |       |                         |                                                                          |
| Belgie       | 0 – 2 | Bulharsko               | King Baudouin Stadium, Brusel diváci: 20,000 rozhodčí: Terje Hauge (NOR) |
|              |       | Janković 17' Petrov 63' | King Baudouin Stadium, Brusel diváci: 20,000 rozhodčí: Terje Hauge (NOR) |

| 12. října 2002          |       |            |                                                                                  |
| Bulharsko               | 2 – 0 | Chorvatsko | Vasil Levski National Stadium, Sofie diváci: 43,000 rozhodčí: Anders Frisk (SWE) |
| Petrov 22' Berbatov 37' |       |            | Vasil Levski National Stadium, Sofie diváci: 43,000 rozhodčí: Anders Frisk (SWE) |

| 12. října 2002 |       |           |                                                                                          |
| Andorra        | 0 – 1 | Belgie    | Estadi Comunal d'Aixovall, Andorra la Vella diváci: 700 rozhodčí: Karen Nalbandyan (ARM) |
|                |       | Sonck 61' | Estadi Comunal d'Aixovall, Andorra la Vella diváci: 700 rozhodčí: Karen Nalbandyan (ARM) |

| 16. října 2002 |       |          |                                                                   |
| Estonsko       | 0 – 1 | Belgie   | A. Le Coq Arena, Tallinn diváci: 4,000 rozhodčí: Mike Riley (ENG) |
|                |       | Sonck 2' | A. Le Coq Arena, Tallinn diváci: 4,000 rozhodčí: Mike Riley (ENG) |

| 16. října 2002           |       |          |                                                                                   |
| Bulharsko                | 2 – 1 | Andorra  | Vasil Levski National Stadium, Sofie diváci: 38,000 rozhodčí: Ceri Richards (WAL) |
| Chilikov 37' Balakov 58' |       | Lima 80' | Vasil Levski National Stadium, Sofie diváci: 38,000 rozhodčí: Ceri Richards (WAL) |

| 29. března 2003                     |       |        |                                                                        |
| Chorvatsko                          | 4 – 0 | Belgie | Stadion Maksimir, Záhřeb diváci: 25,000 rozhodčí: Herbert Fandel (GER) |
| Srna 9' Pršo 55' Marić 70' Leko 76' |       |        | Stadion Maksimir, Záhřeb diváci: 25,000 rozhodčí: Herbert Fandel (GER) |

| 2. dubna 2003 |       |           |                                                                      |
| Estonsko      | 0 – 0 | Bulharsko | A. Le Coq Arena, Tallinn diváci: 3,000 rozhodčí: Konrad Plautz (AUS) |
|               |       |           | A. Le Coq Arena, Tallinn diváci: 3,000 rozhodčí: Konrad Plautz (AUS) |

| 2. dubna 2003          |       |         |                                                                                 |
| Chorvatsko             | 2 – 0 | Andorra | Stadion Anđelko Herjavec, Varaždin diváci: 8,500 rozhodčí: Marian Salomir (RUS) |
| Rapaić 10' (pen.), 43' |       |         | Stadion Anđelko Herjavec, Varaždin diváci: 8,500 rozhodčí: Marian Salomir (RUS) |

| 30. dubna 2003 |       |                   |                                                                                   |
| Andorra        | 0 – 2 | Estonsko          | Estadi Comunal d'Aixovall, Andorra la Vella diváci: 500 rozhodčí: Ali Aydin (TUR) |
|                |       | Zelinski 26', 74' | Estadi Comunal d'Aixovall, Andorra la Vella diváci: 500 rozhodčí: Ali Aydin (TUR) |

| 7. června 2003        |       |         |                                                                     |
| Estonsko              | 2 – 0 | Andorra | A. Le Coq Arena, Tallinn diváci: 3,500 rozhodčí: Attila Juhos (HUN) |
| Allas 22' Viikmäe 31' |       |         | A. Le Coq Arena, Tallinn diváci: 3,500 rozhodčí: Attila Juhos (HUN) |

| 7. června 2003                  |       |                              |                                                                                       |
| Bulharsko                       | 2 – 2 | Belgie                       | Vasil Levski National Stadium, Sofie diváci: 42,000 rozhodčí: Pierluigi Collina (ITA) |
| Berbatov 52' Todorov 71' (pen.) |       | Petrov 30' (vl.) Clement 55' | Vasil Levski National Stadium, Sofie diváci: 42,000 rozhodčí: Pierluigi Collina (ITA) |

| 11. června 2003 |       |            |                                                                    |
| Estonsko        | 0 – 1 | Chorvatsko | A. Le Coq Arena, Tallinn diváci: 6,100 rozhodčí: Alain Hamer (LUX) |
|                 |       | Kovač 76'  | A. Le Coq Arena, Tallinn diváci: 6,100 rozhodčí: Alain Hamer (LUX) |

| 11. června 2003         |       |         |                                                                         |
| Belgie                  | 3 – 0 | Andorra | Jules Ottenstadion, Gent diváci: 12,500 rozhodčí: Siarhei Shmolik (BLR) |
| Goor 21', 69' Sonck 45' |       |         | Jules Ottenstadion, Gent diváci: 12,500 rozhodčí: Siarhei Shmolik (BLR) |

| 6. září 2003            |       |          |                                                                                      |
| Bulharsko               | 2 – 0 | Estonsko | Vasil Levski National Stadium, Sofie diváci: 25,128 rozhodčí: Franz-Xaver Wack (GER) |
| Petrov 16' Berbatov 66' |       |          | Vasil Levski National Stadium, Sofie diváci: 25,128 rozhodčí: Franz-Xaver Wack (GER) |

| 6. září 2003 |       |                               |                                                                                       |
| Andorra      | 0 – 3 | Chorvatsko                    | Estadi Comunal d'Aixovall, Andorra la Vella diváci: 800 rozhodčí: Miroslav Liba (TCH) |
|              |       | Kovač 4' Šimunić 16' Roso 71' | Estadi Comunal d'Aixovall, Andorra la Vella diváci: 800 rozhodčí: Miroslav Liba (TCH) |

| 10. září 2003  |       |            |                                                                          |
| Belgie         | 2 – 1 | Chorvatsko | King Baudouin Stadium, Brusel diváci: 35,000 rozhodčí: Graham Poll (ENG) |
| Sonck 35', 43' |       | Šimić 37'  | King Baudouin Stadium, Brusel diváci: 35,000 rozhodčí: Graham Poll (ENG) |

| 10. září 2003 |       |                               |                                                                                         |
| Andorra       | 0 – 3 | Bulharsko                     | Estadi Comunal d'Aixovall, Andorra la Vella diváci: 450 rozhodčí: Tomasz Mikulski (POL) |
|               |       | Berbatov 11', 24' Hristov 58' | Estadi Comunal d'Aixovall, Andorra la Vella diváci: 450 rozhodčí: Tomasz Mikulski (POL) |

| 11. října 2003 |       |           |                                                                          |
| Chorvatsko     | 1 – 0 | Bulharsko | Stadion Maksimir, Záhřeb diváci: 37,000 rozhodčí: Gilles Veissiere (FRA) |
| Olić 48'       |       |           | Stadion Maksimir, Záhřeb diváci: 37,000 rozhodčí: Gilles Veissiere (FRA) |

| 11. října 2003               |       |          |                                                                               |
| Belgie                       | 2 – 0 | Estonsko | Stade Maurice Dufrasne, Lutych diváci: 20,000 rozhodčí: Massimo Busacca (SUI) |
| Piiroja 41' (vl.) Buffel 60' |       |          | Stade Maurice Dufrasne, Lutych diváci: 20,000 rozhodčí: Massimo Busacca (SUI) |